# Rosalie Shanks
Rosalie Shanks de son vrai nom Rosalind Shanks, est une actrice britannique née en 1950.
Elle est surtout connue pour le rôle de Margaret Hale dans North and South (1975), adaptation à la télévision du roman North & South d'Elizabeth Gaskell.

## Filmographie
- 1975 : North and South ; Margaret Hale (Feuilleton télévisé)
- 1971 : The Trojan Women ; Une femme (Film)
- 1963 : The Girls of Slender Means ; Joanna Childe (Film)
- 1962 - 1978 : Z-Cars (série télévisée) ; épisodes :
  - Intrusion: Part 2 ; Ward Sister
  - Intrusion: Part 1 ; Ward Sister